# Macroderes amplior
Macroderes amplior là một loài bọ cánh cứng trong họ Bọ hung (Scarabaeidae).